# Миколаївський музей суднобудування і флоту
Музей суднобудування і флоту — музей в Миколаєві. Його було створено і відкрито як музей на правах відділу Миколаївського обласного краєзнавчого музею у 1978 році.

## Будівля
Будівлю побудовано в стилі російського класицизму за проектом архітектора П. В. Неєлова наприкінці XVIII століття. Є пам'яткою історії та архітектури державного значення. 
У відновленні та оформленні будинку за радянських часів брали участь будівельники та реставратори, інженери-конструктори та робітники суднобудівних підприємств. Великий внесок зробило Миколаївське обласне товариство охорони пам'яток історії та культури, секція історії суднобудування Чорноморського міжобласного правління НТО суднобудівної промисловості імені академіка О. М. Крилова. Також над реставрацією будівлі працювала група художників-проектантів Миколаївського відділення художнього фонду УРСР під керівництвом Ю. Т. Стешина.

## Історія

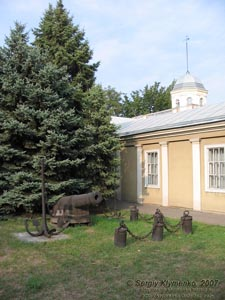
На території музею

Будинок, який займає музей, з кінця XVIII століття використовувався канцелярією головного командира Чорноморського флоту. До створення музею в цьому будинку проживали та працювали відомі адмірали М. С. Мордвінов, І. І. де-Траверсе, О. С. Грейг, М. П. Лазарєв, Б. фон-Глазенап, М. А. Аркас. За справами служби бували адмірали Ф. Ф. Ушаков, П. С. Нахімов, В. О. Корнілов, В. І. Істомін, Ф. Ф. Беллінсгаузен, Г. І. Бутаков та інші.
Після Жовтневої революції у будинку розташували гуртожиток для вчителів Наркомпросу, потім – дитячий дім, ремеслене училище, після нього школу-інтернат.
У 1972—1978 рр. за проектом Українського спеціалізованого науково-реставраційного виробництва Держбуду України будинок було реставровано. Реставрація відбувалась на кошти Миколаївського обласного товариства охорони пам'яток, обласного Управління культури та міської влади.
Рішення про створення музею суднобудування і флоту було прийнято Миколаївським облвиконкомом 10 жовтня 1973 року. У його створенні брали участь наукові співробітники обласного краєзнавчого музею та художники Миколаївського обласного відділення Художнього фонду України. 
Відкриття музею відбулося 30 липня 1978 року в день Військово-Морського Флоту СРСР.
За становленням ЦК КПУ та Ради Міністрів УРСР групі учасників створення музею суднобудування та флоту у Миколаєві присуджено у 1981 році Державну премію УРСР імені Т. Г. Шевченка. Серед лауреатів Е. О. Шорін – керівник робіт, Т. В. Гусельнікова – архітектор-реставратор, М. І. Озерний, В. М. Семерньов, Ю. Т. Стешин – художники, В. А. Іванов – інженер-конструктор, Л. Д. Хлопинська, Г. І. Чередниченко – за провідні відділи музею, наукові консультанти, Л. К. Керанчук — будівельник.

## Сьогодення музею
Сьогодні музей є візитною карткою міста Миколаєва, і це єдиний в державі музей суднобудування. Експозиція 12-ти залів розкриває етапи розвитку суднобудування в Північному Причорномор'ї, починаючи з стародавніх часів, процес створення Чорноморського флоту, розвиток суднобудівних підприємств та відображає сторінки історії кораблів, побудованих у Миколаєві.
Щорічно музей приймає 50 тисяч відвідувачів, проводить близько 1 тисячі екскурсій. Фонди музею налічують близько 8 тисяч музейних предметів.
Значна частина експозиції присвячена заснуванню Миколаєва як корабельної верфі у контексті створення Чорноморського флоту.
У музеї близько 100 моделей кораблів. Епоху вітрильного суднобудування на Чорному морі розкриває фрегат «Святий Миколай» — перший корабель, побудований на Інгульській верфі (1790 р.).
Одним з найцікавіших музейних експонатів є діорама «Будівництво кораблів на Миколаївському адміралтействі в 1-й чверті XIX ст.» — її автор та виконавець — лауреат Державної премії ім. Т. Г. Шевченка художник Віктор Семерньов.
У залах музею представлені портрети засновників м. Миколаєва Г. О. Потьомкіна, М. Л. Фалєєва та головних командирів Чорноморського флоту.
Значна частина експозиції присвячена розвиткові суднобудівних підприємств міста кінця XIX — початку ХХ ст. Це матеріали, що відображають заснування в Миколаєві суднобудівного заводу «Наваль».
Зала німецько-радянської війни 1941—1945 рр. відображає участь кораблів Миколаївської побудови в бойових діях.
Про сучасне військове кораблебудування в Миколаєві дає уяву Стаціонарна виставка «Морський щит Вітчизни».
В музеї можна побачити модель легендарної яхти «Ікар», яка першою із радянських яхт здійснила навколосвітнє плавання (вересень 1987 — липень 1988 рр.).
Музей проводить насичену виставкову роботу (до 10 виставок у рік).
Біля музею встановлено пам'ятні погруддя прославлених адміралів-флотоводців. На відкритому майданчику експонуються адміралтейські якорі та корабельні гармати різних часів.
Музей суднобудування і флоту — один із тих музеїв міста, що найбільше відвідується. Його включено в маршрут екскурсійного туру членів військово-історичного клубу Швеції. За час свого існування музей прийняв близько 2 млн відвідувачів, з них значна частина — зарубіжних гостей.

## Погруддя адміралів-флотоводців біля музею

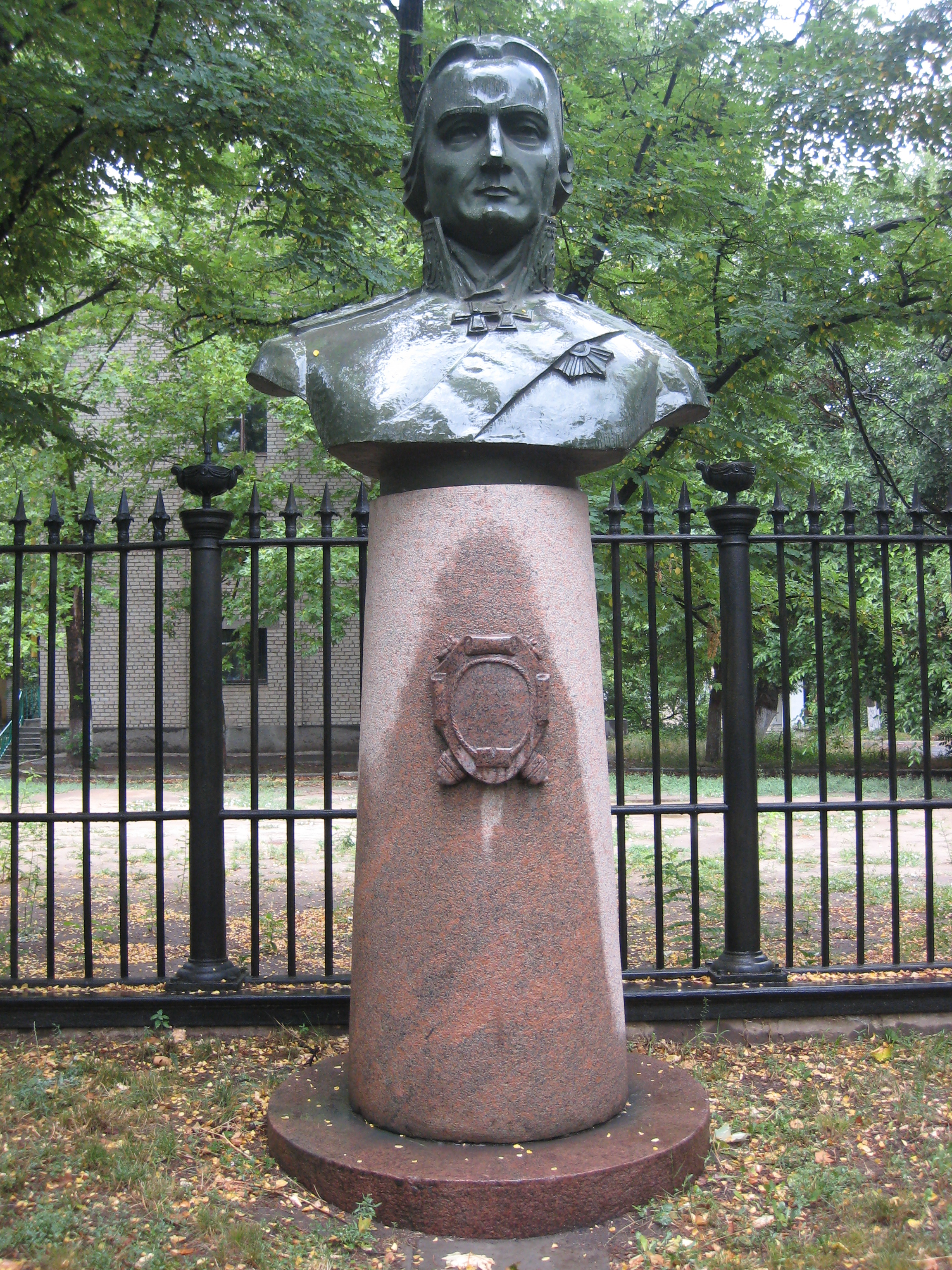
Ушаков Федір Федорович
Беллінсгаузен Фадей Фадейович
Бутаков Григорій Іванович
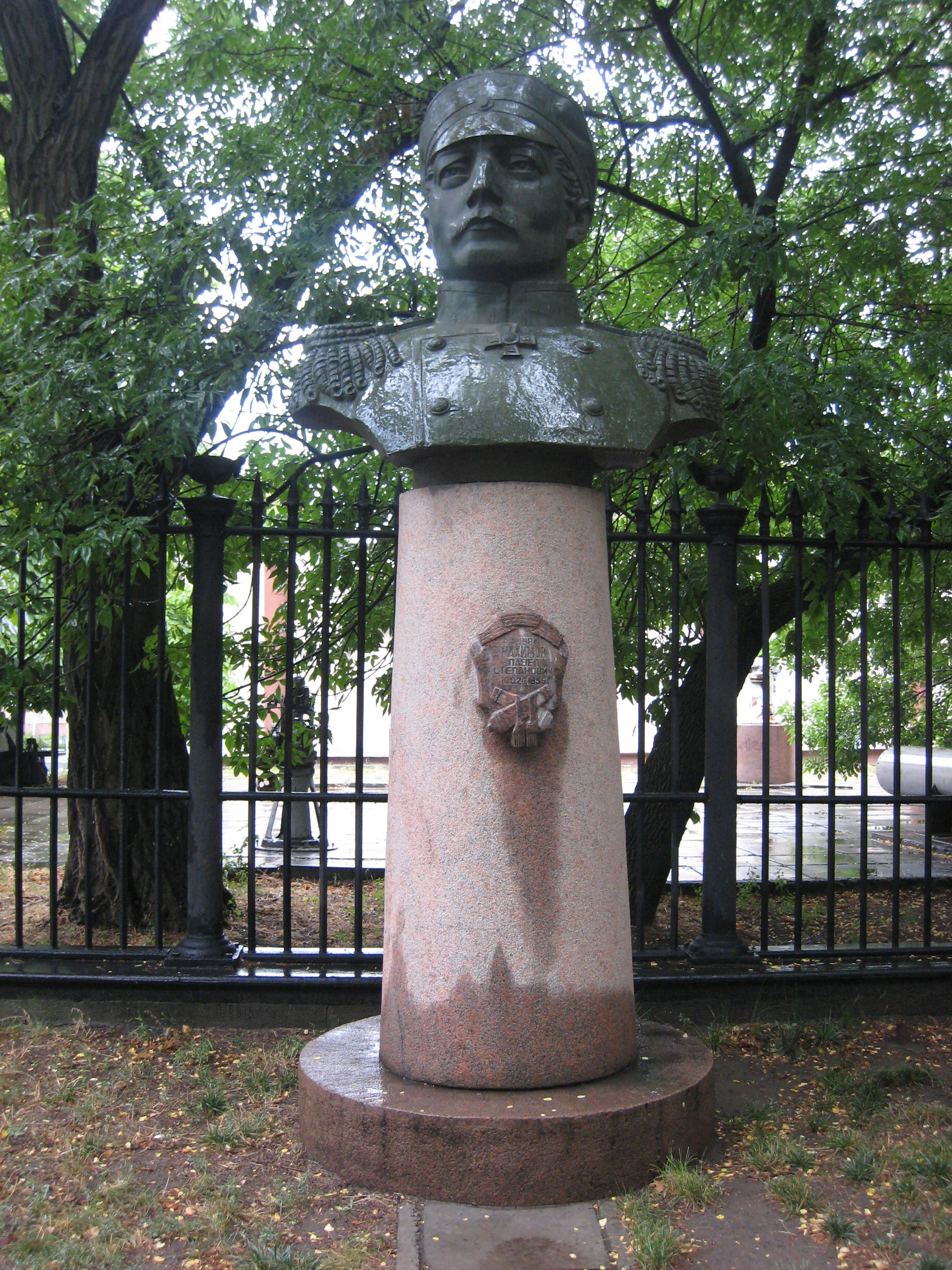
Нахімов Павло Степанович
Корнілов Володимир Олексійович
Лазарєв Михайло Петрович